# Gema Espinosa Conde
Gema Espinosa Conde (Burgos) és una magistrada espanyola. Des de juliol de 2013 és directora de l'Escola Judicial Espanyola.

## Carrera judicial
Va néixer a Burgos. El 1986 es va llicenciar en Dret a la Universitat de Valladolid. Tres anys després ingressaria en la carrera judicial, servint primer en els Jutjats de Primera instància i instrucció de Reinosa i Lerma, a la província de Burgos. Va ascendir a magistrat el 1991, i va començar a treballar als jutjats de Barakaldo, Santa Coloma de Gramenet i Barcelona. El 2007, fou nomenada magistrada de l'Audiència Provincial de Barcelona. És també fiscal en situació d'excedència voluntària.

## Trajectòria acadèmica
Entre el 2000 i 2012 va treballar com a professora associada del Departament de Dret de la Universitat Pompeu Fabra. El 2006 es va incorporar com a directora del Servei de Selecció i Formació de l'Escola Judicial d'Espanya. Ha col·laborat amb el Centre d'Estudis Jurídics i formació Especialitzada del Departament de Justícia de la Generalitat de Catalunya i amb el Consell General del Poder Judicial. Ha coordinat diverses activitats formatives en relació al dret de Família i metodologies Formatives. És membre del Consell de Redacció del Fòrum Obert de la revista Derecho de família i dels consell assessor de diversos màsters i postgraus.

## Vida personal
Està casada amb el magistrat del Tribunal Suprem Pablo Llarena Conde, amb qui té dos fills.